# Dark Days Ahead
Dark Days Ahead ist eine finnische Groove-Metal-Band aus Jyväskylä, die 2005 gegründet wurde.

## Geschichte
Die Band wurde im Jahr 2005 gegründet. Nachdem sich die Besetzung geändert hatte, wurden 2008 vier Lieder für ein Demo aufgenommen. Nach weiteren Besetzungswechseln folgte 2010 ein weiteres Demo, mit ebenfalls vier Songs. Dadurch konnte die Band ihre Bekanntheit steigern. Außerdem wurde ein Musikvideo zum Song Chaos Caravan erstellt und die ersten Konzerte wurden gespielt. 2011 schrieb die Band an ihrem Debütalbum, während wenige Auftritte abgehalten wurden. Im März 2012 unterzeichnete die Gruppe einen Plattenvertrag bei Inverse Records, worüber im Mai das Debütalbum The Long Road South veröffentlicht wurde. Zu dem Lied M.M.M. erschien außerdem ein Musikvideo. Der Veröffentlichung schlossen sich Konzerte an, ehe die Arbeiten zum zweiten Album begannen. Der Tonträger wurde 2014 unter dem Namen North Star Blues publiziert.

## Stil
Dirk von neckbreaker.de schrieb in seiner Rezension zu North Star Blues, dass hierauf Groove Metal zu hören ist. Die Songs seien recht kurz, da, bis auf das erste und das letzte Lied die etwa fünf Minuten lang seien, sie sonst nur um die drei Minuten dauern würden. Zudem würden sich viele Lieder stark ähneln. Last Day of Light sei eine Ballade, in der klarerer Gesang eingesetzt und nicht das für die Band typische Growling. Katarzyna Zakolska von metal-temple.com ordnete das Album ebenfalls dem Groove Metal zu, wobei klangliche Parallelen zu Pantera und Sepultura hörbar seien. Das Lied Once We Stand, Once We Fall enthalte melodische, heruntergestimmte Gitarren, wie sie sonst im Stoner Rock üblich seien, während als Gesang Screaming eingesetzt werde. Last Day of Light erinnere vom Gesang her eher an Stone Sour. In manchen Liedern könne man auch Einflüsse aus dem Death Metal und Doom Metal heraushören.

## Diskografie
- 2008: Promo 2008 (Demo, Eigenveröffentlichung)
- 2010: Promo 2010 (Demo, Eigenveröffentlichung)
- 2012: The Long Road South (Album, Inverse Records)
- 2014: North Star Blues (Album, Inverse Records)